# Абаддон

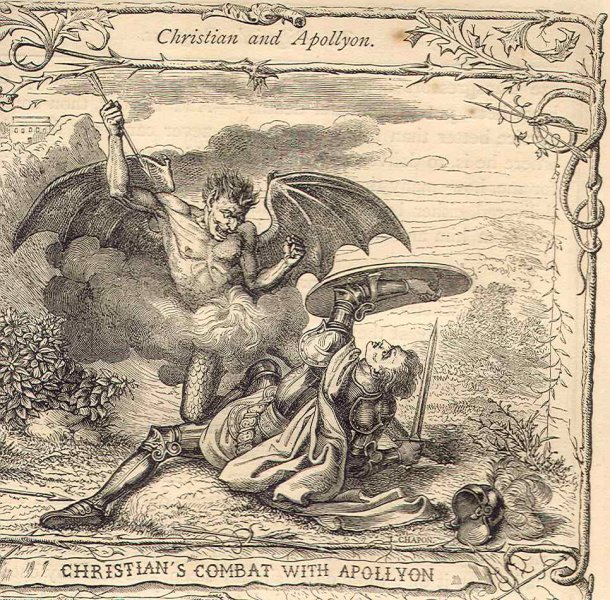
Бій християнина з Аполліоном.

Абаддо́н, правильно вимовляється як Аваддо́н (івр. אֲבַדּוֹן *Avvadon), грець. Apollyon (Koinē Greek: Ἀπολλύων, Apollúōn по змісту "Руйнівник") — у християнстві:
1. «руйнування» в єврейській мові (Йов 31:12)[1];
2. безодня, шеол; місце знищення; край померлих (Йов 26:6, Пр 15:11)[1];
3. персоніфікація загибелі й смерті (Об. 9:11)[1][2]; князь пекла (сатана), смерті, хаосу; янгол безодні, демон війни; царя сарани, що виходить з безодні; грецькою — Аполліо́н (грец. Ἀπολλύων, «розруха»), латиною — Екстермінанс (лат. Exterminans; «Руйнівник»)[1]. У «Майстері і Маргариті» згадується як Абадонна, член свити Воланда.
4. Роман Янеза Менцінгера — «Абадон»